# Vlasi u Hrvatskoj
Vlasi u Hrvatskoj su jedna od 22 priznate nacionalne manjine u Hrvatskoj.
Prema posljednjemu popisu stanovništva u Hrvatskoj živi 12 Vlaha, te su brojčano najmanja priznata hrvatska nacionalna manjina.